# Drassodella vasivulva
Espèce
Drassodella vasivulva est une espèce d'araignées aranéomorphes de la famille des Gallieniellidae.

## Distribution
Cette espèce est endémique du Cap-Occidental en Afrique du Sud,. 

## Description
La femelle holotype mesure 6 mm.
Le mâle décrit par Mbo et Haddad en 2019 mesure 5,92 mm et la femelle 6,00 mm, les mâles mesurent de 5,92 à 8,06 mm et les femelles de 6,00 à 9,60 mm.

## Publication originale
- Tucker, 1923 : The Drassidae of South Africa. Annals of the South African Museum, vol. 19, p. 251-437 (texte intégral).